# Секст Тарквиний
Секст Тарквиний (лат. Sextus Tarquinius; VI век до н. э.) — младший из сыновей Тарквиния II Гордого — седьмого и последнего царя Рима.
Он был третьим и младшим сыном царя Рима Тарквиния Гордого. Изнасилование им Лукреции было толчком к ниспровержению монархии и учреждению римской республики.
Как писал Тит Ливий, Секст Тарквиний пленился красотой Лукреции и, угрожая ей оружием, изнасиловал. Лукреция рассказала обо всём своему мужу и заколола себя на его глазах. Это событие послужило началом бунта, поднятого Луцием Юнием Брутом, и привело к свержению царской власти в Риме и к установлению республики.